# Bianchini-Férier
Pour les articles homonymes, voir Bianchini.

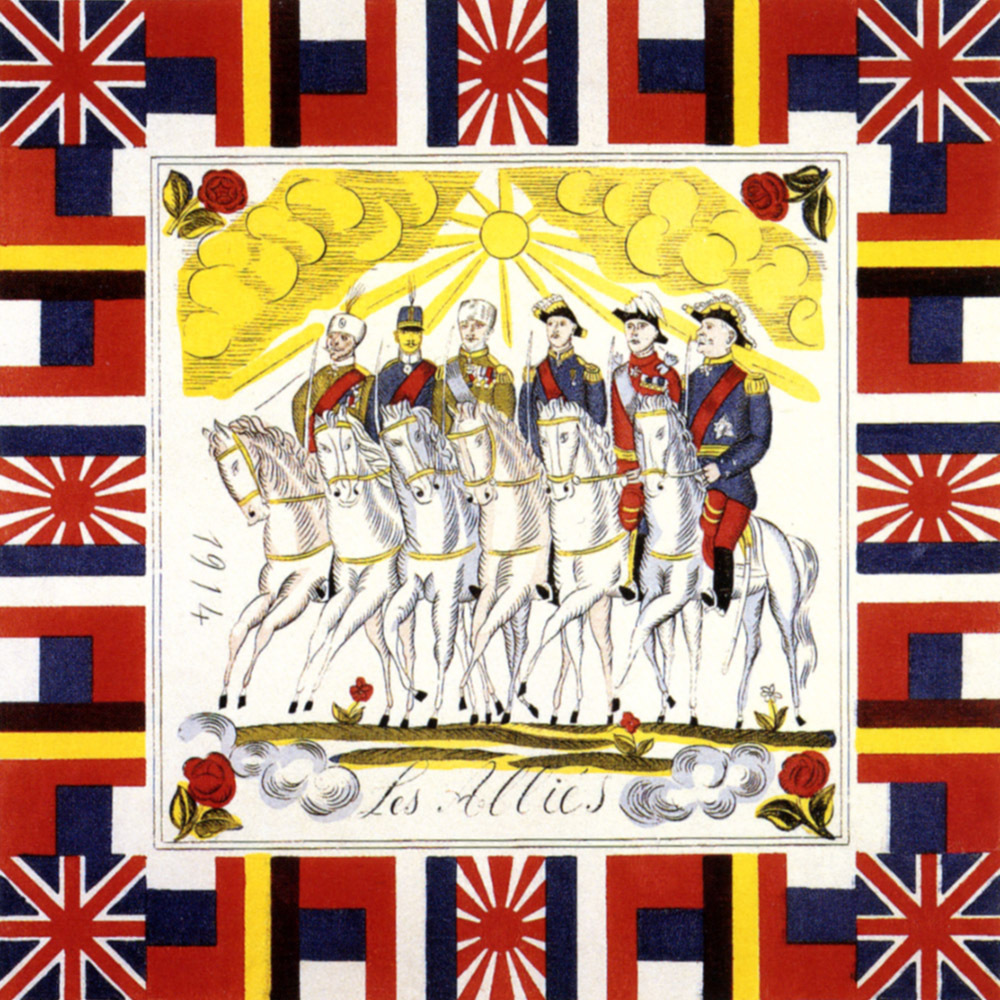
Les Alliés, sur un motif de Raoul Dufy, un mouchoir issu par Bianchini-Férier en 1915.

Bianchini-Férier est une manufacture de soierie fondée en 1888 à Lyon par l’association d’un créateur, Charles Bianchini, du technicien François Atuyer et du financier François Férier. Grâce à sa tradition de qualité et de création, la maison, qui s’installe en outre avenue de l’Opéra à Paris vers 1912, collabore rapidement avec les plus grands noms de la haute couture puis du prêt-à-porter, dont Worth, Poiret, Doucet, Jenny, Vionnet, Lanvin, Patou, Madame Gres , Carven, Paco Rabanne, Nina Ricci, Chanel, Dior, Yves Saint Laurent, Christian Lacroix, Jean Paul Gaultier, Hussein Chalayan, Anastasia, Dries Van Noten…

## Essor de la maison

### Innovation textile
L’essor de la maison s’appuie sur le génie créateur de Charles Bianchini. Celui-ci cultive d’une part la recherche de nouveaux procédés techniques : crêpe drap (créé en 1910), mousseline Madonna (la plus fine au monde, créée en 1904), velours façonnés, fabrication industrielle du crêpe et de la georgette, à l’époque du développement de l’usage du biais dans la couture… Certaines innovations sont le résultat de recherches à travers ses voyages notamment à Londres, Vienne où il tisse des liens avec les Wiener Werkstätte, Venise où il s’intéresse à l’œuvre de Mariano Fortuny… Les noms employés par Bianchini pour les tissus de la maison sont évocateurs d’exotisme et d’ailleurs, en particulier dans les années 1920 : crêpes Georgette, Romain, Korrigan, Sublime, Mireille ; soies Fulgurante, Soiebelle, Flaminga ; lamés Odalisque, Scarabée d’Or, Argentine, Silverine, Perles d’Argent ; matelassés modernes dont le Montaniador ; velours Frisson et Paradis… À la fin de la décennie, Bianchini Férier est un groupe ancré dans la région lyonnaise intégrant toutes les phases de la fabrication des soieries : moulinage à Givors, tissage à la Tour-du-Pin, teinture et impression à Tournon.

### Collaborations artistiques
D’autre part, Charles Bianchini favorise les collaborations avec les artistes.  La plus longue de ces collaborations est certainement celle de Raoul Dufy (auparavant chez Paul Poiret), qui signe un contrat d’exclusivité  avec cette maison de soierie lyonnaise et en sera le dessinateur et directeur artistique de 1912 à 1928. Il imaginera notamment un logo représentant la métamorphose d’une chenille en papillon dans les pétales d’une fleur pour symboliser le lien de l’entreprise avec la soie. « L’ornementation dans le tissu est une chose complémentaire à la vie ; comme une illustration légère pouvant jouer avec discrétion son rôle, en rapport avec sa fragilité matérielle. ». Ses compositions sont dédiées à Pégase, au Cortège d’Orphée, à la Danse, une Partie de Tennis…
Parmi les autres artistes ayant collaboré avec Bianchini-Férier : Alfred Latour (qui sera recommandé par Raoul Dufy), George Barbier, Paul Iribe, Yoni Beaugourdon, Sonia Delaunay, Leleu, Robert Bonfils, Paul Charlemagne, Denise Margoni, Henri Gillet, Paul Mansouroff, Jacques Henri Lartigue, Georges Tcherkessof, ou plus tard, Victor Vasarely, Kientz, Daniel Buren…

## Évolution
Jusqu’en 1982, Bianchini-Férier imprime et produit ses propres tissus.
En 1990, le tisseur développe une activité d’accessoires de luxe.
En 1992 Bianchini-Férier s’associe à Baumann pour créer Tissage Baumann (filiale du Groupe Mayor), qui rachète en 1995 l’usine de Tissage Saint Maurice.
Concomitamment, en octobre 1992, les archives historiques artistiques de l'originelle Maison Bianchini-Férier S.A (créée en 1888) sont cédées par contrat à un collectionneur privé lyonnais Docteur en Histoire de l'Art, puis le restant de Baumann Bianchini-Férier sera dispersé en 1999 . En revanche, les archives papier comptables et exploitation de Bianchini-Férier sont désormais conservées aux archives départementales du Rhône sous la cote 67 J. En  2002, le nom et la marque sont rachetés par Cédric Brochier, également PDG de Cédric Brochier Soieries. 